# Athlétisme aux Jeux de l'Asie de l'Est
Les compétitions d'athlétisme lors des Jeux de l'Asie de l'Est se sont déroulées depuis la création des Jeux de l'Asie de l'Est de 1993.

## Éditions
| Année | no de l'édition | Lieu      | Date                    |
| ----- | --------------- | --------- | ----------------------- |
| 1993  | I               | Shanghai  | 9 – 18 mai              |
| 1997  | II              | Pusan     | 10 – 19 mai             |
| 2001  | III             | Osaka     | 19 – 27 mai             |
| 2005  | IV              | Macao     | 29 octobre – 6 novembre |
| 2009  | V               | Hong Kong | 5 – 13 décembre         |
| 2013  | VI              | Tianjin   | 6 – 15 octobre          |